# Bollenhut

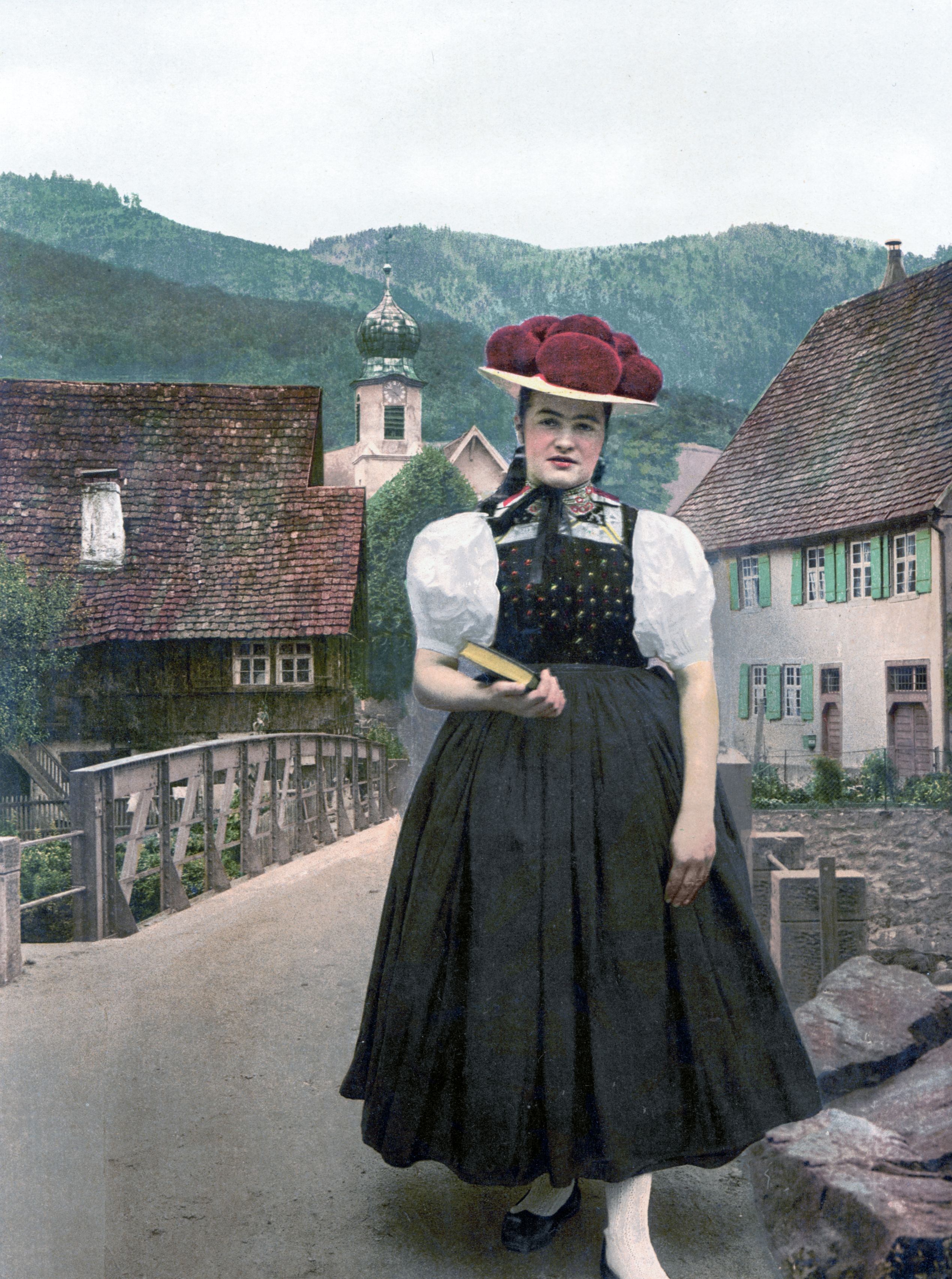
Costum tradițional din Gutacherin, 1898

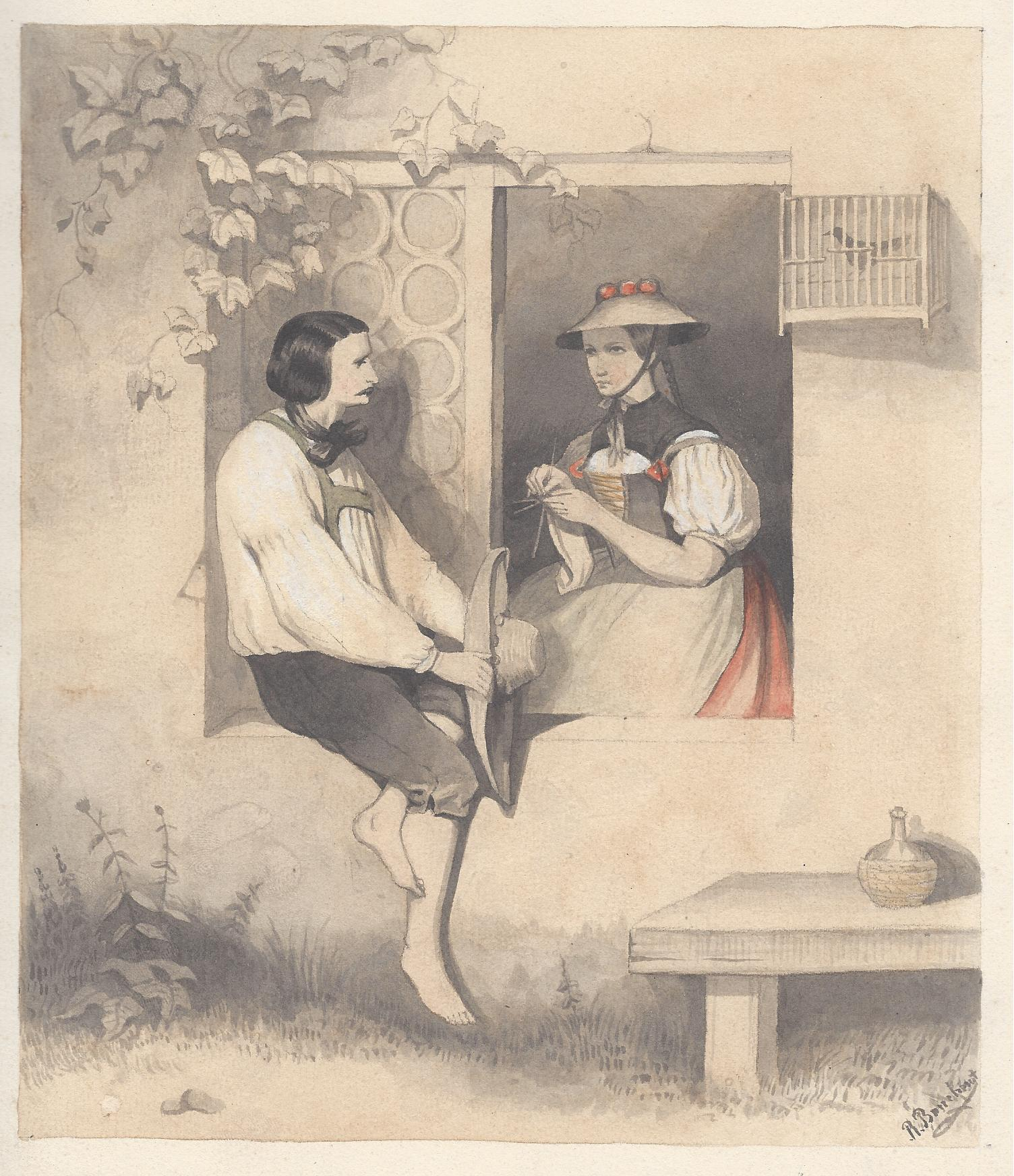
Théodore Valerio, Costum tradițional din Hornberger, 1841

Bollenhut este o pălărie de paie, care aparține costumului tradițional al femeilor protestante din cele trei sate vecine din Pădurea Neagră din Gutach, Kirnbach și Hornberg-Reichenbach din districtul Ortenau, din jurul anului 1800. Bollenhut roșie a devenit un simbol al întregii Păduri Negre, deși este răspândită doar într-o zonă relativ mică.